# Joseph-Nicolas de Champeaux
Pour les articles homonymes, voir Champeaux.
Joseph-Nicolas de Champeaux, né le 24 juin 1753 à La Chaume (Côte-d'Or) et mort le 21 juin 1815  , était un homme d'Église et homme politique français des XVIIIe et XIXe siècles.

## Biographie
Joseph-Nicolas de Champeaux était curé de Montigny-le-Bretonneux lorsqu'il fut élu, le 28 mars 1789, député du clergé aux États généraux par le bailliage de Montfort-l'Amaury.
Il se réunit au tiers état dont il appuya les revendications dans l'Assemblée.
Membre du « Comité des rapports », il dénonça le 18 février 1790, le marquis et la marquise de l'Epinay du Lut comme les instigateurs et les auteurs véritables d'une Adresse au roi, signée de douze personnes et remplie d'invectives contre l'« Assemblée nationale ».

« On y désigne, dit Champeaux, les députés comme les destructeurs de la religion et les ennemis du monarque ; on cherche à y soulever les campagnes contre les villes, notamment contre Paris, qu'on prétend s'être fait décharger des impôts pour en rejeter le poids sur les provinces. »

 L'Assemblée renvoya l'affaire au Châtelet.

Le 15 avril, Champeaux fut encore rapporteur d'une affaire analogue. Il réclama le renvoi au Châtelet de quelques lettres incendiaires qu'a fait imprimer M. l'évêque de Blois (Mgr Lauzières-Thémines) : 

« Sous prétexte d'éclairer un ecclésiastique qu'il suppose l'avoir consulté il s'élève contre les décrets de l'Assemblée nationale, blame le serment civique, et cherche à le rendre nul ; ailleurs il annonce que les moines qui quitteront leurs maisons ne pourront plus dire la messe dans son diocèse ; qu'il défendra de les recevoir à confesse, excepté in articulo mortis. »

L'Assemblée, dit le procès-verbal, se contente de plaindre M. l'évêque de Blois et décide qu'il n'y a pas lieu à délibérer sur ce point.
Devenu vicaire général du diocèse de Rodez et rallié à Napoléon Ier, Champeaux fut nommé conseiller et inspecteur général de l'Université impériale (Premier Empire et Cent-Jours) et royale de France (Première Restauration).
Le gouvernement impérial l'avait créé légionnaire et chevalier de l'Empire (28 octobre 1811).

## Fonctions
- Député du clergé du bailliage de Montfort-l'Amaury aux États-Généraux (28 mars 1789) ;
- Député à l'Assemblée constituante de 1789 ;
- Maire de Montigny-le-Bretonneux de 1790 à 1791 ;
- Conseiller et inspecteur général de l'Université impériale (Premier Empire et Cent-Jours) et royale de France (Première Restauration).

## Titres
- Chevalier de l'Empire (28 octobre 1811).

## Distinctions
- Chevalier de la Légion d'honneur.

## Armoiries
| Figure | Blasonnement |
|        | Armes du Chevalier Joseph-Nicolas de Champeaux et de l'Empire « D'or, à la bande de sable chargée de trois besants du champ et accompagnée de deux croix patées de gueules. (Armes anciennes de la famille) Le tout sénestré d'un pal de gueules du tiers de l'écu chargé du signe des chevaliers légionnaires. » |